# Art of Anarchy
Gli Art of Anarchy sono un supergruppo hard rock statunitense, formatosi nel 2014.

## Storia del gruppo
Il gruppo venne formato da Ron "Bumblefoot" Thal e i fratelli Jon e Vince Votta, amici da molti anni. Il gruppo contattò Scott Weiland e John Moyer per completare il gruppo. L'album di debutto del gruppo, previsto per la primavera del 2015, è stato in seguito posticipato all'8 giugno 2015.
Il 22 gennaio 2015, tramite un post sulla propria pagina Facebook, Scott Weiland afferma che non sarà il frontman del gruppo per il tour successivo alla pubblicazione dell'album, a causa degli impegni con il gruppo Scott Weiland and the Wildabouts.
Il 16 aprile 2015 il gruppo pubblica il videoclip ufficiale per il brano 'Til the Dust Is Gone. Nello stesso giorno, il gruppo annuncia la data di pubblicazione dell'album omonimo, pubblicato dalla Another Century, fissata per il 2 giugno 2015.
Il 3 maggio 2016 viene annunciato che Scott Stapp, ex frontman dei Creed, è il nuovo cantante del gruppo. Il 24 marzo 2017 viene pubblicato il secondo album The Madness.
Nel febbraio 2018 i membri degli Art of Anarchy, Jon e Vincent Votta, hanno presentato una causa alla Corte Suprema di New York contro il loro cantante Scott Stapp. affermando che Stapp non è riuscito a rispettare il suo contratto con la band, non avendo suonato tutti i concerti pianificati per il tour di supporto all'album. Impedendo inoltre di realizzare servizi fotografici, video e altri eventi per promuovere The Madness. Chiedendo un risarcimento di 1,2 milioni di dollari la band sostiene di aver pagato in anticipo Stapp per i suoi servizi, e che i suoi inadempimenti hanno portato di fatto alla perdita del contratto discografico. Mentre il contratto con la band di Stapp non gli impediva di andare in tour da solista, la band ha dichiarato: «Se Stapp si fosse dedicato agli Art Of Anarchy con lo stesso fervore che ha dedicato alla sua carriera solista gli Art Of Anarchy avrebbero fatto un tour di successo e il contratto discografico non sarebbe stato risolto».
Scott Stapp ha eseguito 80 spettacoli da solista e solo 18 con gli Art of Anarchy da quando è stato pubblicato l'album The Madness.
La situazione sembra simile a quella che ha portato la band a citare in giudizio anche Scott Weiland. In quel caso, hanno affermato di aver anticipato al cantante 230.000 dollari, ma non è riuscito a suonare in alcun concerto e a rispettare gli altri requisiti dell'accordo. La difesa di Weiland affermava che la band aveva illegalmente usato il suo nome e la sua immagine per promuovere l'album in cui era apparso. Weiland aveva definito la band "una truffa fin dall'inizio".

## Formazione

### Formazione attuale
- Jeff Scott Soto - voce (2020-presente)
- Jon Votta – chitarra (2014–presente)
- Ron "Bumblefoot" Thal – chitarra (2014–presente)
- Tony Dickinson - basso (2022-presente)
- Vince Votta – batteria (2014–presente)

### Ex componenti
- Scott Weiland – voce (2014-2015)
- Scott Stapp – voce (2016-2020)
- John Moyer – basso (2014–2022)

## Discografia
- 2015 – Art of Anarchy
- 2017 – The Madness